# Simulium subpusillum
Simulium subpusillum är en tvåvingeart som beskrevs av Rubtsov 1940. Simulium subpusillum ingår i släktet Simulium och familjen knott. Arten är reproducerande i Sverige. Inga underarter finns listade i Catalogue of Life.